# Eczema
Un eczema (dal greco ἔκζεμα, derivato di ἐκζέω, «ribollire»), o dermatite eczematosa, è per definizione una reazione dermica infiammatoria (dermatite) pruriginosa e non infettiva.
La patologia ha una patogenesi a carattere immunitario-irritativo.

## Storia
Un tempo l'eczema era denominato "muco" o "catarro del sale", perché appariva facilmente sulle mani e sui piedi dei pescatori. Si ritiene che in essi la malattia si manifestasse in seguito ad un particolare tipo di alimentazione e al continuo contatto delle mani e dei piedi con l'acqua salata. Lo storico latino Tacito ci riferisce che l'imperatore Tiberio avesse il volto sfigurato da un eczema in tarda età.

## Tipologia
In dermatologia si distinguono le seguenti forme:
1. secondo lo sviluppo:
  1. eczema acuto: con arrossamento, edema, flittene, erosioni, croste. Si presenta con eritemi e vescicole, che possono coinfluire a formare bolle. Queste sono sintomo di accumulo di edema intracellulare. Istologicamente si osserva spongiosi ed infiltrato infiammatorio polimorfo, costituito da linfociti, monociti ed eosinofili.
  2. eczema cronico: con squame, lichenificazione, ipercheratosi, ragadi.si differenzia dall'acuto perché la spongiosi è minore, pur essendo sempre eritematoso, con minor numero di vescicole. C'è poi una desquamazione più fine e lichenificazione, con aumentata quadrettatura dell'epidermide. A livello istologico si osserva ipercheratosi, in forma di acantosi.
2. secondo i fattori che causano la reazione:
  1. esogeni: eczemi da contatto; allergici o tossicogeni (irritativi)
  2. endogeni: eczemi atopici, disidrotici, microbiali, nummulari, seborreici e lichen simplex chronicus circumscriptus.

### Forme comuni

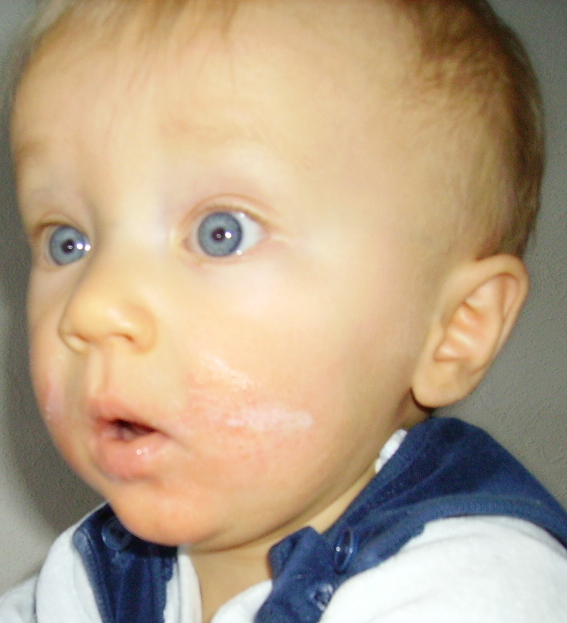
Un bambino mostra la forma di eczema sul volto

- Neurodermite, chiamato anche eczema atopico o dermatite atopica, tipico del volto, è una malattia cronica o cronico-recidiva, scatenata da diversi fattori che possono essere di tipo immunologico (reazioni allergiche o altro) o di tipo non immunologico (disturbi psico- e neurovegetativi, disturbi di metabolismo lipidico cutaneo, infezioni batteriche, clima fresco con poca umidità, irritazioni causate da vestiti, detersivi e altre sostanze).
- Dermatite allergica, detta anche dermatite da contatto
- Eczema asteatosico, più comune negli anziani durante i periodi più freddi
- Eczema disidrosico, compare sulle dita, sui palmi e sulle piante dei piedi e delle mani
- Eczema discoide, si manifesta principalmente negli arti
- Dermatite seborroica

### Forme rare
- Eczema ipercheratosico, di eziologia sconosciuta.
- Eczema delle casalinghe, chiamato in questo modo perché colpisce le persone che hanno sempre le mani in acqua, detta anche eczema da detersivo.
- Eczema microbico, discussa in campo medico.

## Eziologia
Le cause sottese allo sviluppo dell'eczema non sono ancora state completamente chiarite, ma si suppone che comprendano una coesistenza di cause ambientali e cause genetiche.
A livello ambientale, l'eczema è stato ricollegato alla cosiddetta ipotesi dell'igiene, assieme a quanto avvenuto con l'asma: l'eczema sarebbe quindi dovuto al miglioramento delle condizioni igieniche moderne e alla mancata interazione con gli antigeni ambientali presenti nello "sporco", che determinerebbe una maturazione incompleta del sistema immunitario e una sua risposta abnorme verso alcuni antigeni, e quindi una maggior diffusione delle allergie.
Lo sviluppo di eczema è stato associato ad alterazioni genetiche e della proteina filaggrina, in particolari alle varianti genetiche OVOL1, ACTL9 e IL4-KIF3A.

## Sintomatologia
L'eczema può presentarsi come un insieme di piccole macchie rosse, oppure come gruppi di foruncoli infiammati o anche come placche umide e rilevate. Se è di tipo progressivo la malattia comincia con una piccola macchia rossa e progredisce poi con una serie di macchie più grandi a volte coperte di croste. L'eczema provoca prurito; tuttavia, il grattarsi determina un peggioramento della situazione, anche se temporaneamente il paziente può sentire un senso di sollievo.
L'eczema è la più comune delle malattie della pelle. Può instaurarsi a qualunque età ed in persone apparentemente sane. Talvolta, l'eczema insorge perché la pelle è venuta in contatto con sostanze irritanti, soprattutto durante il lavoro. Per questo, sono particolarmente soggette all'eczema gli estetisti, i barbieri, i panettieri, i tipografi e coloro che lavorano nelle industrie chimiche.
In altri casi, invece, può essere determinato da reazioni dell'organismo, che si manifesta particolarmente sensibile a certi generi di cibo quando il soggetto soffre di allergia alimentare. L'eczema è quindi una manifestazione allergica. La malattia può apparire in qualunque parte del corpo, ma con maggiore frequenza si instaura sulle mani, sulle gambe, sui piedi e sulle orecchie. L'eczema spesso non scompare facilmente e, in questo caso, si deve seguire un particolare regime alimentare o si deve evitare il contatto con la sostanza che lo ha provocato.

## Complicanze
Le complicanze che possono nascere nelle forme di eczema sono infezioni che si aggiungono al quadro clinico preesistente: possono manifestarsi eritrodermia, mollusco contagioso, verruche.

## Diagnosi
La diagnosi si basa essenzialmente su anamnesi ed esame obiettivo. Nei casi più dubbi, è possibile eseguire una biopsia cutanea. Non è infrequente che l'eczema possa essere scambiato per una allergia alimentare.

## Terapia
Il trattamento dipende dalla tipologia: possono essere somministrati cortisonici, steroidi ad uso topico, emollienti, idratanti per la pelle. Nei casi più gravi prednisone 1 mg/kg al giorno, PUVA terapia.